# La Martucha
La Martucha es una comunidad del estado mexicano de Veracruz de Ignacio de la Llave, forma parte del municipio de Manlio Fabio Altamirano.
La Martucha se encuentra ubicada en la zona central del estado de Veracruz en las denominadas llanuas de Sotavento, en la proximidad del Puerto de Veracruz y a unos cinco kilómetros al suroeste de la cabecera municipal, Manlio Fabio Altamirano, en las coordenadas geográficas 19°04′39″N 96°17′36″O / 19.07750, -96.29333 y a una altitud de 30 metros sobre el nivel del mar. De acuerdo a los resultados del Conteo de Población y Vivienda de 2005 realizado por el Instituto Nacional de Estadística y Geografía la población de La Martucha es de un total de 83 habitantes, de los cuales 42 son hombres y 41 son mujeres.
El 17 de septiembre de 2010 la población de La Martucha fue seriamente afectada por el desbordamiento del cercano río Jamapa, que destruyó aproximadamente el 80% de las construcciones del lugar, como consecuencias de las fuertes lluvias del Huracán Karl.